# Euxesta pruinosa
Euxesta pruinosa är en tvåvingeart som beskrevs av John Russell Malloch 1932.
Euxesta pruinosa ingår i släktet Euxesta och familjen fläckflugor. Artens utbredningsområde är Marquesasöarna. Inga underarter finns listade i Catalogue of Life.